# Mir (comunidade)
Mir ou obschina foram comunidades de camponeses russos anteriores ao período de servidão (Scl. XVI), que permaneceram na forma primitiva até a revolução de 1917. Numa comunidade de camponeses livres a terra pertencia a todos do Mir, enquanto em comunidades de camponeses servos, a terra a estes reservada era emprestada para o Mir. O Mir, como uma entidade corporativa, tinha uma assembléia, obrigações e direitos; era responsável pela alocação de terras aráveis a seus membros e promovia rodízios periodicamente. Florestas, pastagens e nascentes eram de propriedade comum. Com a abolição da servidão em 1861, a terra foram cedidas para o Mir, em lugar de servos individuais. A extensão da terra cedida, no entanto, foi insuficiente para o sustento do número de pessoas. Por outro lado, o sistema Mir perpetuou métodos de agricultura arcaicos. Depois da revolução de 1905, Pyotr Arkadyevich Stolypin introduziu reformas que ele esperava que banisse o sistema Mir. As reformas (1908) não foram inteiramente efetivas, mas vários Mir se dividiram em propriedades indivivuais. Depois da revolução Bolchevique em 1917, o Mir foi a base para a administração local e arrecadação de impostos nas áreas rurais. Com a imposição da coletivização em 1928-9, os Mir foram abolidos e as fazendas coletivas introduzidas.